# Luc Bérille
 (novembre 2017).
Si vous disposez d'ouvrages ou d'articles de référence ou si vous connaissez des sites web de qualité traitant du thème abordé ici, merci de compléter l'article en donnant les références utiles à sa vérifiabilité et en les liant à la section « Notes et références ».
Luc Bérille est un syndicaliste enseignant français né en 1957.

## Biographie
Ancien élève de l'école normale d'instituteurs de Paris-Auteuil (1979-1982), il milite d'abord au sein de la section parisienne du Syndicat national des instituteurs puis du Syndicat des enseignants. Membre du bureau départemental (1989), puis secrétaire départemental, il devient membre du bureau national et du secrétariat national du syndicat en 1998. Il y prend la responsabilité du secteur «revendicatif / Fonction publique». Succédant à Hervé Baro comme secrétaire général du Syndicat des enseignants-UNSA lors du congrès Pau en 2001, il est réélu aux congrès de Saint-Étienne en 2004 puis de La Rochelle en 2007.
Appelé à rejoindre l'équipe nationale de l'Union nationale des syndicats autonomes (UNSA), il remet son mandat de Secrétaire Général le 19 mai 2009. Il est alors remplacé par Christian Chevalier. Au congrès de Pau de l'UNSA (novembre 2009), il est élu secrétaire national dans l'équipe que conduit Alain Olive. Luc Bérille y est chargé de l'action revendicative.
Le 27 janvier 2011, Alain Olive annonce au bureau national de l'UNSA qu'il quittera ses fonctions en mars de la même année, comme il l'avait annoncé au congrès précédent. Luc Bérille, seul candidat déclaré à sa succession est élu secrétaire général de l'UNSA par le conseil national du 17 mars 2011.
À l’occasion du 6e congrès national de Montpellier du 31 mars au 2 avril 2015, le conseil national l'a reconduit dans ses fonctions pour un nouveau mandat.
À l'occasion du congrès de Rennes (31 mars-1er avril 2019), Luc Bérille, qui a fait le choix de passer la main à cette occasion, est remplacé par Laurent Escure, dans le cadre d'une succession planifiée. Ancien secrétaire général de l'UNSA Éducation (2012-2018), Laurent Escure était membre du secrétariat national de l'UNSA depuis mars 2018.